# Limprichtia cossonii
Limprichtia cossonii là một loài Rêu trong họ Amblystegiaceae. Loài này được (Schimp.) L.E. Anderson, H.A. Crum & W.R. Buck mô tả khoa học đầu tiên năm 1990.